# بيتر بيرغر (مجدف)
بيتر بيرغر (بالألمانية: Peter Berger)‏ هو مجدف ألماني، ولد في 16 أكتوبر 1949 في كونستانس في ألمانيا.

## وصلات خارجية
- بيتر بيرغر على موقع الاتحاد الدولي للتجديف (الإنجليزية)
- بيتر بيرغر على موقع الاتحاد الدولي للتجديف (الإنجليزية)
- بيتر بيرغر على موقع اللجنة الأولمبية الدولية (الإنجليزية)
- بيتر بيرغر على موقع أوليمبيديا (الإنجليزية)